# Берестечко (Гомельская область)
Берестечко (бел. Берасцечка) — упразднённая деревня в Хойникском районе Гомельской области Беларуси. Входила в состав Поселичского сельсовета.

## География

### Расположение
В 7 км на юго-восток от районного центра и железнодорожной станции Хойники (на ветке Василевичи — Хойники от линии Гомель — Калинковичи), в 110 км от Гомеля.

### Гидрография
На южной окраине мелиоративный канал, соединённый с рекой Припять (приток реки Днепр).

## Транспортная сеть
Рядом автодорога Хойники — Брагин. Планировка состоит из прямолинейной улицы, ориентированной с юго-запада на северо-восток и застроенной двусторонне деревянными усадьбами.

## История
Согласно письменным источникам известна с первой половины XIX века как селение в  Речицком уезде Минской губернии. В 1930 году 96 % жителей составляли католики. В 1931 году организован колхоз имени П. Л. Войкова, работала кузница. 20 жителей погибли на фронтах Великой Отечественной войны. Согласно переписи 1959 года в составе колхоза «Рассвет» (центр — деревня Поселичи).
После аварии на Чернобыльской АЭС - расселена. Остались только самые старые жители, отказавшиеся переезжать. По состоянию на 2017 год - деревни нет (после смерти последнего жителя дома снесены и территория распахана). Деревня находилась примерно по центру экрана, купа деревьев в верхней части - кладбище.

## Население

### Численность
- 2004 год — 3 хозяйства, 5 жителей.

### Динамика
- 1897 год — 18 дворов, 126 жителей (согласно переписи).
- 1930 год — 38 дворов, 206 жителей.
- 1959 год — 151 житель (согласно переписи).
- 2004 год — 3 хозяйства, 5 жителей.